# Drouwen
Drouwen (52° 57′ N, 6° 48′ L) é uma cidade dos Países Baixos, na província de Drente. Drouwen pertence ao município de Borger-Odoorn, e está situada a 17 km, a leste de Assen.
Em 2001, a cidade de Drouwen tinha 99 habitantes. A área urbana da cidade é de 0.053 km², e tem 39 residências. 
A área de Drouwen, que também inclui as partes periféricas da cidade, bem como a zona rural circundante, tem uma população estimada em 490 habitantes.